# RENFE 333 sorozat
A RENFE 333 sorozat egy spanyol Co'Co' tengelyelrendezésű, széles nyomtávolságú dízelmozdony-sorozat. A sorozatot 1974 és 1976 között gyártotta a Macosa, a General Motors és a NOHAB. Összesen 93 db készült a sorozatból.